# Pinsot
Pinsot är en kommun i departementet Isère i regionen Auvergne-Rhône-Alpes i sydöstra Frankrike. Kommunen ligger i kantonen Allevard som tillhör arrondissementet Grenoble. År 2018 hade Pinsot 164 invånare.

## Befolkningsutveckling
Antalet invånare i kommunen Pinsot
Referens:INSEE